# Михайлюк Михайло Ількович
Миха́йло І́лькович Михайлю́к (нар. 1 жовтня 1940, м. Серет) — український поет, прозаїк, літературний критик.

## З біографії
Народився 1 жовтня 1940 р. у м. Сереті Сучавського повіту. Після закінчення семирічної школи в рідному місті, навчався в Серетському українському ліцеї. Разом з ним в одному класі навчалися майбутні україномовні румунські письменники Василь Клим (обидвоє були приятелями), Віктор Кідеша (псевдонім Василь Крикун) та Іван Серединчук (Непогода). Ліцей мав багату українську бібліотеку, тому це вплинуло на розвиток української мови в соціалістичній Румунії.  Закінчив філологічний факультет Бухарестського університету (1964), працював у редакції газети «Новий вік», був головним редактором української газети «Наш голос» (з 1990 р.). Головний редактор часопису Союзу українців Румунії «Український вісник».

## Творчість
Автор поетичних збірок «Інтермеццо» (1971), «Дума про батька» (1990); збірки прозових творів «Біле-пребіле поле» (1974), «Криниця під каменем» «Синій смуток фіордів»; романів «Не вір крику нічного птаха» (1981), «Міст без поруччя» (1988); творів для дітей «Мурчик кіт упав з воріт» (1975); есе про українську поезію в Румунії «Слово про слово» (1983), збірки публіцистики «45 років з українським пером».
Упорядкував збірки літературно-художніх нарисів та репортажів «Про землю і хліб» (1972), написав ряд передмов до румунських видань творів І. Франка, Г. Квітки-Основ'яненка, Ю. Федьковича і статей про творчість Т. Шевченка, Лесі Українки, В. Стефаника, М. Коцюбинського.
2002 року у видавництві «Еліон» (Бухарест) побачила сіт збірка Міхая Емінеску «Поезії», в якій тексти подано паралельно — румунською мовою та український переклад, здійснений Михайлюком .
Окремі видання:
- Михайлюк М. Вірші // Поза традиції. Антологія української модерної поезії в діаспорі. — Київ, Торонто, Едмонтон, Оттава, 1993. — С. 324—330.
- Михайлюк М. Слово про слово. Думи про українську поезію з Румунії. — Бухарест: Критеріон, 1983. — 186 с.

## Відзнаки
- Літературно-мистецька премія імені Ольги Кобилянської (2021).[3]